# Ryosuke Irie
Ryosuke Irie (Japans: 入江 陵介, Irie Ryōsuke) (Osaka, 24 januari 1990) is een Japanse zwemmer. Hij vertegenwoordigde zijn vaderland op de Olympische Zomerspelen 2008 in Peking, China.

## Carrière
Bij zijn internationale debuut, op de Pan Pacific kampioenschappen zwemmen 2006 in Victoria, eindigde Irie als vierde op de 200 meter rugslag en strandde hij in de series van de 100 meter rugslag. In Doha nam hij deel aan de Aziatische Spelen 2006, op dit toernooi behaalde hij de gouden medaille op de 200 meter rugslag.
Tijdens de Olympische Zomerspelen van 2008 in Peking eindigde de Japanner als vijfde op de 200 meter rugslag. 
Op 10 mei 2009, tijdens de Duel in the Pool 2009 in Canberra, zwom Irie de 200 meter rugslag sneller dan het wereldrecord. Zijn prestatie is evenwel nog niet gehomologeerd door de Internationale Zwemfederatie en mogelijk zal dit niet gebeuren, gezien zijn zwempak nog niet goedgekeurd is. Op de wereldkampioenschappen zwemmen 2009 in Rome veroverde de Japanner de zilveren medaille op de 200 meter rugslag, op de 100 meter rugslag eindigde hij als vierde en op de 50 meter rugslag strandde hij in de series. Op de 4x100 meter wisselslag zwom hij enkel in de series, in de finale eindigden Junya Koga, Ryo Tateishi, Takuro Fujii en Ranmaru Harada op de zevende plaats.
In Irvine nam Irie deel aan de Pan Pacific kampioenschappen zwemmen 2010. Op dit toernooi sleepte hij de bronzen medaille in de wacht op de 200 meter rugslag, daarnaast eindigde hij als vierde op de 100 meter rugslag en als zesde op de 50 meter rugslag. Tijdens de Aziatische Spelen 2010 in Kanton veroverde de Japanner de gouden medaille op zowel de 100 als de 200 meter rugslag, op de 50 meter rugslag legde hij beslag op het zilver. Samen met Ryo Tateishi, Takuro Fujii en Ranmaru Harada sleepte hij de gouden medaille in de wacht op de 4x100 meter wisselslag. Op de wereldkampioenschappen kortebaanzwemmen 2010 in Dubai eindigde Irie als vijfde op zowel de 100 als de 200 meter rugslag, daarnaast werd hij uitgeschakeld in de series van de 50 meter rugslag. Op de 4x100 meter wisselslag eindigde hij samen met Naoya Tomita, Masayuki Kishida en Takuro Fujii op de zesde plaats.
In Shanghai nam de Japanner deel aan de wereldkampioenschappen zwemmen 2011. Op dit toernooi veroverde hij de zilveren medaille op de 200 meter rugslag en de bronzen medaille op de 100 meter rugslag. Samen met Kosuke Kitajima, Takuro Fujii en Shogo Hihara eindigde hij als vierde op de 4x100 meter wisselslag.

## Internationale toernooien
| Jaar | Olympische Spelen                               | WK langebaan                                                                                        | WK kortebaan                                                         | PanPacs                                         | Aziatische Spelen                                             |
| ---- | ----------------------------------------------- | --------------------------------------------------------------------------------------------------- | -------------------------------------------------------------------- | ----------------------------------------------- | ------------------------------------------------------------- |
| 2006 |                                                 | | geen deelname                                                        | serie 100m rugslag 4e 200m rugslag              | 200m rugslag                                                  |
| 2007 |                                                 | geen deelname                                                                                       |                                                                      |                                                 |                                                               |
| 2008 | 5e 200m rugslag                                 | | geen deelname                                                        |                                                 |                                                               |
| 2009 |                                                 | 10e 50m rugslag · 4e 100m rugslag · 200m rugslag · 7e 4x100m wisselslag · Irie zwom enkel de series |                                                                      |                                                 |                                                               |
| 2010 |                                                 | | 20e 50m rugslag 5e 100m rugslag 5e 200m rugslag 6e 4x100m wisselslag | 6e 50m rugslag · 4e 100m rugslag · 200m rugslag | 50m rugslag · 100m rugslag · 200m rugslag · 4x100m wisselslag |
| 2011 |                                                 | 100m rugslag · 200m rugslag · 4e 4x100m wisselslag                                                  |                                                                      |                                                 |                                                               |
| 2012 | 200m rugslag · 100m rugslag · 4x100m wisselslag | |                                                                      |                                                 |                                                               |

## Persoonlijke records
Bijgewerkt tot en met 17 december 2010

### Kortebaan
| Afstand      | Tijd    | Datum            | Plaats |
| ------------ | ------- | ---------------- | ------ |
| 50m rugslag  | 24,32   | 17 december 2010 | Dubai  |
| 100m rugslag | 50,55   | 16 december 2010 | Dubai  |
| 200m rugslag | 1.49,92 | 21 februari 2009 | Tokio  |

### Langebaan
| Afstand      | Tijd    | Datum           | Plaats |
| ------------ | ------- | --------------- | ------ |
| 50m rugslag  | 24,79   | 1 augustus 2009 | Rome   |
| 100m rugslag | 52,50   | 2 augustus 2009 | Rome   |
| 200m rugslag | 1.52,51 | 31 juli 2009    | Rome   |